# Testierwille
Der Testierwille des Erblassers ist unbedingte Voraussetzung für die wirksame Errichtung eines Testaments.
Eine schriftlich niedergelegte Erklärung des Erblassers kann, auch wenn sie den formalen Voraussetzungen des § 2247 BGB genügt, nur dann als letztwillige Verfügung gelten, wenn sie mit Testierwillen abgegeben worden ist, also mit dem ernstlichen Willen des Erblassers, ein Testament zu errichten und rechtsverbindliche letztwillige Anordnungen zu treffen. Es muss außer Zweifel stehen, dass der Erblasser die von ihm erstellte Urkunde als rechtsverbindliche letztwillige Verfügung angesehen oder zumindest das Bewusstsein hatte, sie könne als solche angesehen werden.
Ob ein derartig ernsthafter Testierwille vorgelegen hat, ist im Wege der Auslegung gem. § 133 BGB unter Berücksichtigung aller erheblichen, auch außerhalb der Urkunde liegenden Umstände und der Lebenserfahrung zu beurteilen. Dabei sind, sofern die Form des Schriftstücks nicht den für Testamente üblichen Gepflogenheiten entspricht – was auch bei einem Brief der Fall ist –, an den Nachweis des Testierwillens strenge Anforderungen zu stellen.